# 廖柏嘉
戴维·埃德蒙德·纽伯格，阿伯茨伯里的廖柏嘉男爵，Kt，PC，GBS（英語：David Edmond Neuberger, Baron Neuberger of Abbotsbury，1948年1月10日—），英國資深法官，2012年10月至2017年9月出任聯合王國最高法院院長。
廖柏嘉早年受教於倫敦西敏公學，後於牛津大學基督堂學院主修化學，畢業後在1970年至1973任職於商人銀行N·M·羅斯柴爾德父子公司，同時在倫敦修讀法律，1974年從林肯律師學院取得執業大律師資格。廖柏嘉此後展開私人執業生涯，尤善於土地財產法及相關領域，至1987年榮獲御用大律師銜。
在1990年，廖柏嘉獲英政府委任為高等法院特委法官（刑事案件）兼高等法院暫委法官（民事案件），至1996年10月出任高等法院大法官法庭法官，任內曾於2001年至2004年間兼任米德蘭、威爾斯、切斯特及西部巡迴裁判區主任衡平法官。在2004年1月，他獲擢升為上訴法院法官，負責民事及家事案件的上訴聆訊。在2007年1月，他進一步獲任命為上議院常任上訴法官。上議院司法職能在2009年10月為新成立的聯合王國最高法院取代後，廖柏嘉未有隨其他常任上訴法官過渡到新的最高法院擔任法官，而是改任卷宗主事官。在2012年7月，英政府復宣佈委任廖柏嘉接替退休的范理申勳爵出任聯合王國最高法院院長，他隨後於同年10月1日正式履新。
除了在英國司法界外，香港特別行政區行政長官曾蔭權也在2009年3月1日根據司法人員推薦委員會的推薦，任命廖柏嘉為香港終審法院其他普通法適用地區非常任法官。
在英國司法界供職多年的廖柏嘉早於1996年獲英廷冊封為下級勳位爵士，2004年復獲任命為樞密院顧問官，2007年更因為出任上議院常任上訴法官而獲英廷冊封為終身貴族。